# Marina Alofagia McCartney
Pour les articles homonymes, voir McCartney.
Marina Alofagia McCartney est une scénariste et réalisatrice néo-zéolandaise, originaire du Pacifique.

## Biographie
Marina Alofagia McCartney est née et a grandi à Manukau City, en Nouvelle-Zélande. Son père est natif Newcastle upon Tyne, en Angleterre. Sa mère est samoane. Une partie de sa famille est originaire des îles Cook. Elle travaille pendant dix ans dans la mode. Elle est l'une des rares mannequins originaire du pacifique. Elle décide d'étudier le cinéma à l'université d'Auckland où elle obtient un Master of Arts.
En 2010, elle réalise son premier court métrage. Granda est l'histoire des liens entre un jeune homme des îles Samoa et son grand-père. En 2019, elle réalise la séquence sur les îles Samoa dans le film Vai.

## Réalisations
- Granda, 2010
- Ser un ser humano, documentaire, 2011
- Milk & Honey, 2012
- Vai, 2019

## Prix
- meilleur court métrage, New Zealand International Film Festival, Milk & Honey, 2012
- meilleur film international, World Film Awards, Indonésie, 2014
- Platinum Award, Asia Pacific International Film Awards, Indonésie, 2014